# Jaan Kaplinski
Jaan Kaplinski (Tartu, 1941. január 22. – 2021. augusztus 8.) észt költő, író, filozófus, kritikus; „az észt irodalom nemzetközileg legismertebb képviselője.”

## Élete
Anyja észt, apja lengyel zsidó volt. Apját, aki a Tartui Egyetem filológiaprofesszora volt, a szovjetek letartóztatták, és 1945-ben egy szovjet lágerben halt meg.
Újlatin nyelveket és nyelvészetet tanult a Tartui Egyetemen, és 1964-ben francia szakon végzett. Dolgozott fordítóként, szerkesztőként és szociológusként, illetve ökológus volt a Tallinni Botanikus Kertben.
1992 és 1995 között az észt parlament tagja volt.  Eredetileg az  Észt Centrumpárt jelöltje volt, de utóbb független képviselő lett. 2004 óta a Szociáldemokrata Párt tagja. 2005-ben a tartui helyi önkormányzat képviselője lett.

## Munkássága
Számos vers-, próza- és esszékötete jelent meg. Fordított francia, angol, spanyol, kínai és svéd nyelvről, többek között a Tao te kinget és Tomas Tranströmer műveit.
Saját írási megjelentek angol, finn, francia, norvég, svéd, holland, izlandi, magyar, japán, lett, litván, orosz, héber, bolgár ls cseh nyelven. Esszéi környezeti problémákkal, nyelvfilozófiával, a klasszikus kínai költészettel és az észt nacionalizmussal foglalkoznak.
Írt angol és finn nyelvű verseket is. A 2000-es években kezdett oroszul írni, és első orosz nyelven írt kötete 2014-ben jelent meg Белые бабочки ночи (Éjszakai fehér pillangók) címen, és díjat nyert Oroszországban.
Egyike volt az úgynevezett „40 értelmiségi levele” szerzőinek és kezdeményezőinek. A levelet neves észt értelmiségiek írták alá tiltakozásul az Észt SZSZK szovjet hatóságainak viselkedése ellen, és elküldték a kor fontos újságainak. A levél nem jelent meg az akkori sajtóban, noha nem volt nyíltan ellenzéki, és az aláírókat adminisztratív intézkedésekkel zaklatták.
Több irodalmi díjat kapott (1968 és 2012: Juhan Liiv költészeti díj, 1985: Juhan Smuul irodalmi díj, 1992: Eino Leino-díj, 1995: Wihuri-nagydíj, 1997: Balti Közgyűlés Irodalmi, Művészeti és Tudományos Díja, 2016: Európai Irodalmi Díj. 

## Művei magyarul
- Nagy csend folyik belénk. Ford. Képes Géza. In: Jászkunság. 22. évf. 4. sz. (1976. december)
- Táncol a nád. Ford. Képes Géza. In: Jászkunság. 23. évf. 4. sz. (1977. december)
- Honnan jöttünk? Kik vagyunk? Merre tartunk? In: Észtország a fordulat előtt. Vál. és szerk. Bereczki Gáborné Mai Kiisk, Bereczki Urmas. Savariae: BDTF. 1992
- Meztelen juharfák. Versek; vál., utószó Jávorszky Béla, ford. Bella István, Jávorszky Béla, Képes Géza; Széphalom Könyvműhely, Bp., 1999 (Magyar napló könyvek) ISBN 963-9028-34-7
- A szem / Hektor; ford. Segesdi Móni; Kijárat, Bp., 2002 ISBN 963-9136-87-5
- A jég és a Titanic / A jég és a hanga; ford. Patat Bence; Korona, Bp., 2003 ISBN 963-9376-82-5
- Ugyanaz a folyó; ford. Segesdi Móni; Európa, Bp., 2012 ISBN 978-963-07-9365-0
- Benéztem a Nap ablakán. Válogatott versek; vál., ford., utószó Jávorszky Béla; Írott Szó Alapítvány, Bp., 2023

## Fordítás
- Ez a szócikk részben vagy egészben  a   Jaan Kaplinski című angol Wikipédia-szócikk ezen változatának fordításán alapul.  Az eredeti cikk szerkesztőit annak laptörténete sorolja fel. Ez a jelzés csupán a megfogalmazás eredetét és a szerzői jogokat jelzi, nem szolgál a cikkben szereplő információk forrásmegjelöléseként.